# Orientální oblast

Orientální (indomalajská) oblast vyznačena hnědě

Orientální oblast či indomalajská oblast je jedna z velkých biogeografických oblastí zahrnující prakticky celou jihovýchodní Asii směrem od Himálaje.

## Definice
Oblast zahrnuje jižní Asii. Na severu je vymezena pohořím Himálaj a dosahuje až k takzvané Wallaceově linii, pojmenované po britském vědci A. R. Wallaceovi. V období pleistocén, kdy byla hladina moře nižší než dnes, byly oblasti severozápadně od Wallaceovy linie spojeny s pevninskou Asií, což vysvětluje podobnost zdejší zvířeny (pevnina Sundaland). Filipíny byly s pevninou zřejmě spojeny jen částečně. Na západě a východě orientální oblasti leží rozsáhlý přechod do palearktické oblasti. Od oblasti afrotropické oddělují orientální oblast pouště. Kdysi tato přírodní bariéra nebyla tolik rozvinuta, proto tyto dvě oblasti sdílejí mnoho stejných zvířecích forem. Dvěma hlavními vegetačními zónami orientální oblasti jsou suché lesy, savany a stepi v Indii a Zadní Indii; a tropické deštné lesy, monzunové lesy, pohoří a bažiny v Západním Ghátu a jihovýchodní Asii.

## Fauna

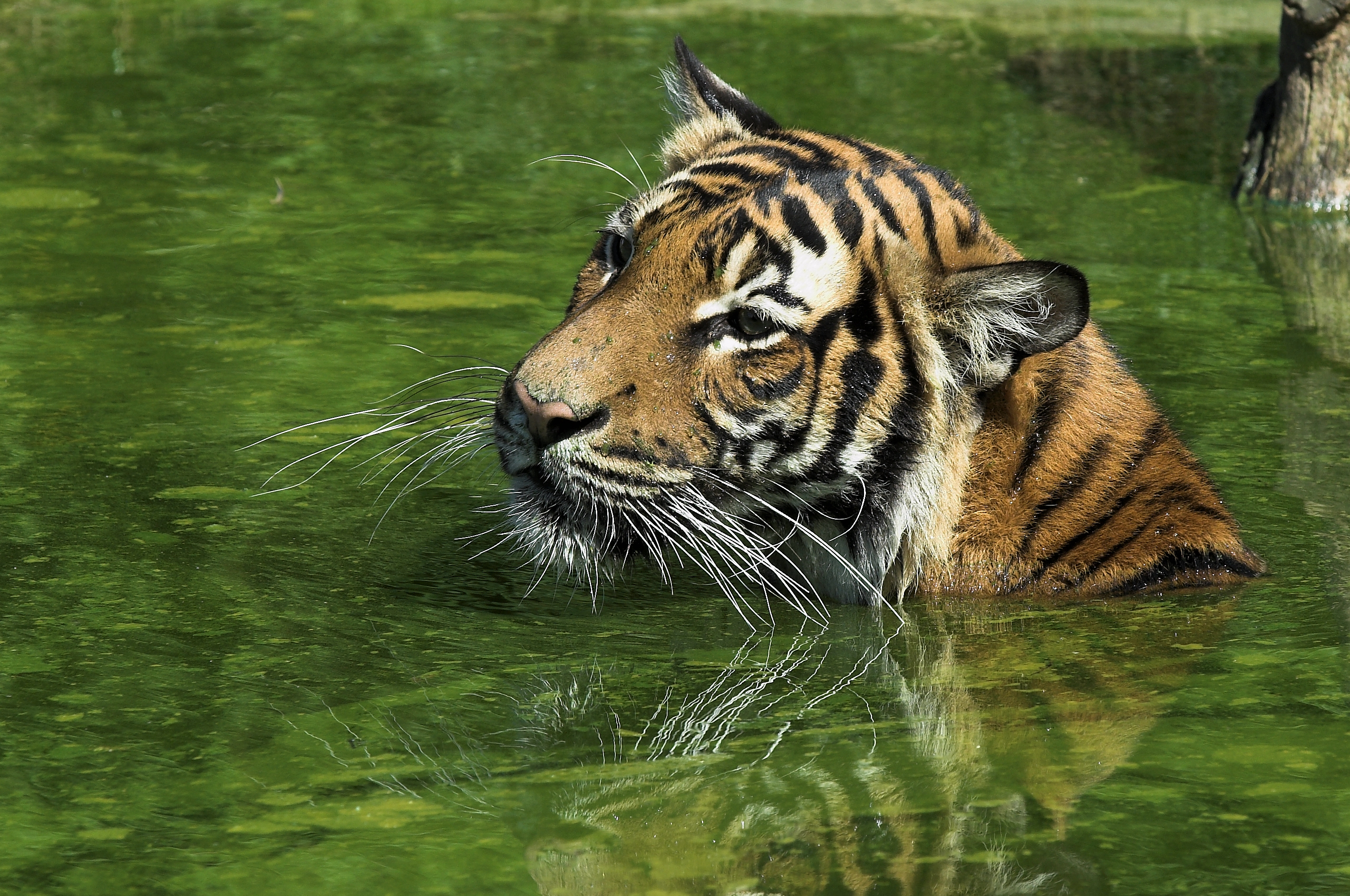
Tygr je největší šelmou orientální oblasti

Orientální oblast je bohatá na faunu, ale většinu z ní sdílí s palearktickou, afrotropickou a australskou oblastí. Vyvinulo se zde pouze málo endemitních forem (ze savců např. letuchy, gibonovití, z ptáků ireny).
V téměř celé oblasti žijí jeleni, divoká prasata, sloni, cibetky, promykovití či makakové. Běžné jsou i velké šelmy, jako je tygr nebo levhart skvrnitý, v deštných pralesích se vyskytují levharti obláčkoví, gibonovití či nártouni. Rozšířen byl také tapír čabrakový či nosorožec sumaterský a jávský, dnes je však výskyt těchto druhů omezen na několik malých oblastí. Na ostrovech Sumatra a Borneo žijí orangutani, jejichž výskyt v pleistocénu sahal až do Číny. Na Filipínách se vyvinula vlastní fauna, jako např. zakrslý buvol tamarau.

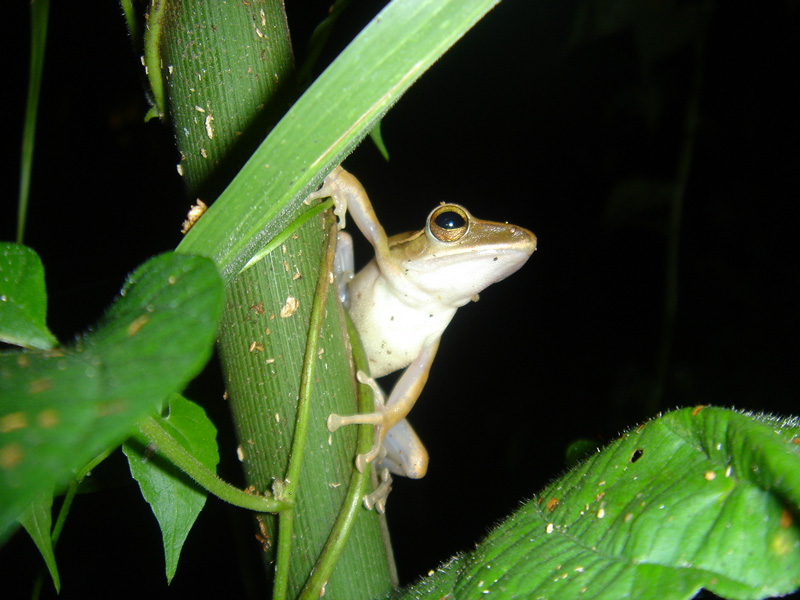
Žába v Taman Negara, Malajsie

Typickými savci indických suchých oblastí jsou vlci, jelenovitý kopytník axis indický, hyeny a antilopy (např. nilgau). Nejdůležitějším predátorem savany byl lev, dnes je zde jeho výskyt omezen pouze na chráněnou oblast Gírského lesa. Na pláních na severu oblasti žijí například nosorožci či prase zakrslé, pustiny na severozápadě orientální oblasti jsou domovem gazel, vlků či oslů asijských. V orientální oblasti žil i gepard štíhlý, jenž se dnes vyskytuje pouze v Íránu.
Ve zdejších řekách žijí říční delfíni.
V orientální oblasti žije řada hrabavých ptáků, jako bažanti, páv korunkatý, satyrové, velekurové a další, mimo to se zde lze setkat například s řadou papoušků a dravých ptáků (orel šedohlavý, orel indomalajský).
Mezi největší plazy oblasti patří krokodýl bahenní a mořský a gaviál indický.